# Aeroportul Carlos Manuel de Céspedes
Aeroportul Carlos Manuel de Céspedes (IATA: BYM, ICAO: MUBY) este un aeroport din Granma Province⁠(d), Cuba ce deservește zona Bayamo.
Situat la o altitudine de 65 m, aeroportul dispune de o singură pistă.